# Следы естественной истории творения

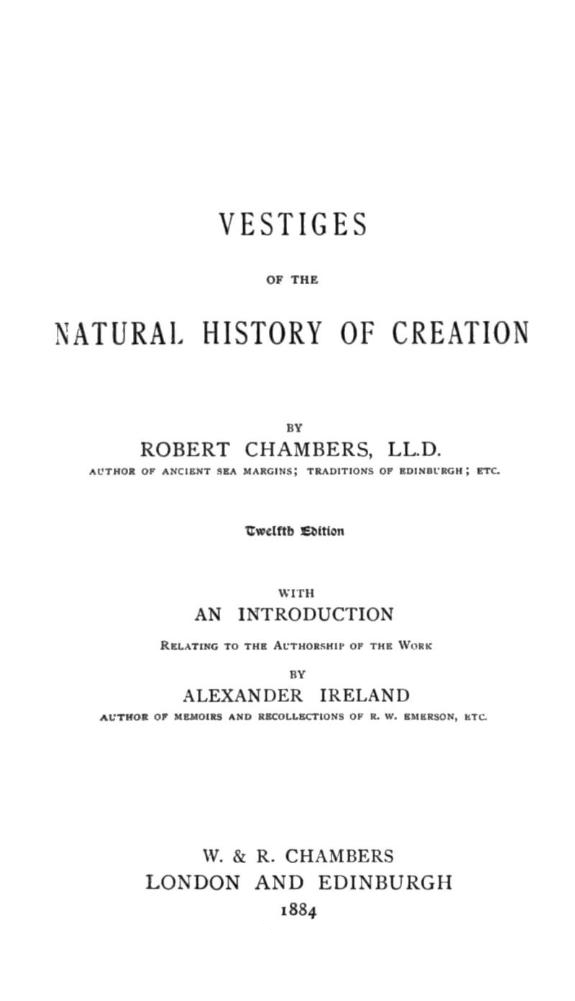
Титульный лист 12-го издания «Следов естественной истории творения»

Следы естественной истории творения (англ. Vestiges of the Natural History of Creation) — одно из самых известных эволюционистских сочинений додарвиновской эпохи, автором которого был шотландский журналист и издатель Роберт Чемберс. В книге затрагивается широкий круг вопросов, от возникновения Солнечной системы и до зарождения цивилизации. Сочинение было опубликовано анонимно в 1844 году и вызывало большой общественный резонанс. Как отмечают,  смешение в книге науки и спиритуализма и раннее предположение в ней о том, что люди произошли от обезьян, заставили многих высмеять ее как богохульство. В то же время, как указывает Джим Секорд, утверждения Чемберса об эволюции, хотя и не безошибочные, помогли подготовить общественность к восприятию более поздней публикации, новаторского труда Чарльза Дарвина «Происхождение видов». 
Чемберс неоднократно дорабатывал текст «Следов» в ходе последующих переизданий, а также выпустил отдельный том с ответами на критические отзывы (Explanations: A Sequel to Vestiges of the Natural History of Creation, 1846). Русский перевод «Следов», выполненный литературным критиком А. М. Пальховским, появился в 1863 году, став первой книгой об эволюции, изданной в России.